# Virginia E. Walker Broughton
Virginia E. (Walker) Broughton (nascuda com Walker l'1 de març de 1856 a Nashville, Tennessee – 21 de setembre de 1934) fou una missionera baptista i escriptora negre estatunidenca. El 1867 fou una de les quatre estudiants reconegudes com de primera classe de la Universitat Fisk. Posteriorment esdevindria una acadèmica religiosa reconeguda que va escriure articles pel periòdic de la National Baptist Union i per la National Baptist Magazine. Fou una membre important de l'església baptista. En la Convenció Nacional Baptista va tenir el càrrec de secretària. Ella va treballar a favor de les dones negres. Broughton es va llicenciar com a missionera. Fou professora, oradora i va escriure.

## Vida
Virginia Walker va néixer com a esclava l'1 de març de 1856, a Nashville, Tennessee i els seus pares eren Nelson i Eliza Smart. L'amo del seu pare li va permetre que treballés per a guanyar diners que li permetés pagar per la llibertat de la seva família. Després d'obtenir la llibertat, Nelson Walker estudiar dret i va esdevenir advocat.
A inicis del 1867, Broughton fou una de les primers estudiants que van estudiar a la Universitat Fisk (que en aquells moments oferia classes d'educació primària i de graus superiors), on va estudiar magisteri. El 1875, Broughton es va graduar en honors i va aconseguir les credencials de mestra. El 1878 també va obtenir un màster en educació a Tisk. Broughton, jutament amb James Dallas Burrus i John Houston Burrus foren els primers negres que es van graduar en una universitat al sud de la Línia Mason-Dixon.
Broughton va començar a ensenyar en escoles públiques de Memphis, Tennessee. El 1887 va començar a ensenyar al B.B.N.& I Institute de Memphis. A aquí va començar a treballar com a missionera. L'agost de 1902 va ser elegida com secretària de la Woman's State Convention of Tennessee per la convenció baptista nacional.
Walker es va casar amb Julius A. O. Broughton Sr., amb qui van tenir cinc fills: Elizabeth, Emma, Selina, Virginia, i Julius, Jr.
El 21 de setembre de 1934 va morir degut a complicacions de diabetis que patia. El seu marit havia mort el 4 de desembre de 1930.

## Obres
- Broughton, Virginia E. Walker (1895). A Brief Sketch of the Life and Labors of Mrs. V. W. Broughton, Bible Band Missionary, for Middle and West Tennessee.
- Broughton, Virginia E. Walker (1904). Woman's Work: As Gleaned from the Women of the Bible, and the Bible Women of Modern Times.
- Broughton, Virginia E. Walker (1907). Twenty Year's Experience of a Missionary Arxivat 2019-10-15 a Wayback Machine., New York Digital Library, text complet online.